# Discomanía
Discomanía ra un programa de ràdio xilè-espanyol, originat a Radio Minería en 1946 i transmès en diverses emissores d'Iberoamèrica, i va ser a Espanya la Cadena SER l'encarregada d'emetre el programa. En l'espai es presentaven les cançons més importants del moment, a partir dels discos editats pels seus respectius artistes.
Raúl Matas va ser el primer locutor de Discomanía, quan aquest programa s'emetia des de Xile. En 1955 s'instal·la en Mèxic, transmetent segments del programa des d'aquest país. Posteriorment fa el mateix des de Nova York (1955-1958) i en 1958 Matas es radica a Espanya, raó per la qual Ricardo García assumeix la locució del programa a Radio Minería de Xile, mentre que Raúl Matas emet un segment des d'Espanya amb els principals artistes d'aquest país. La qualitat del segment realitzat a Espanya li va valer a Raúl Matas ser guardonat amb un dels Premis Ondas 1965 com a Millor Locutor.
Ricardo García es va mantenir en la presentació de Discomanía fins 1968, quan fou substituït per César Antonio Santis. L'última edició xilena de Discomanía fou emesa en 1971.
En els seus primers anys, la sintonia d'introducció del programa era Hora staccato. Va haver-hi també altres melodies d'introducció, com l'escrita per Mario Clavell "la canción más dulce" i l'escrita per "Pancho" Flores del Campo com a característica de sortida.